# Red caps

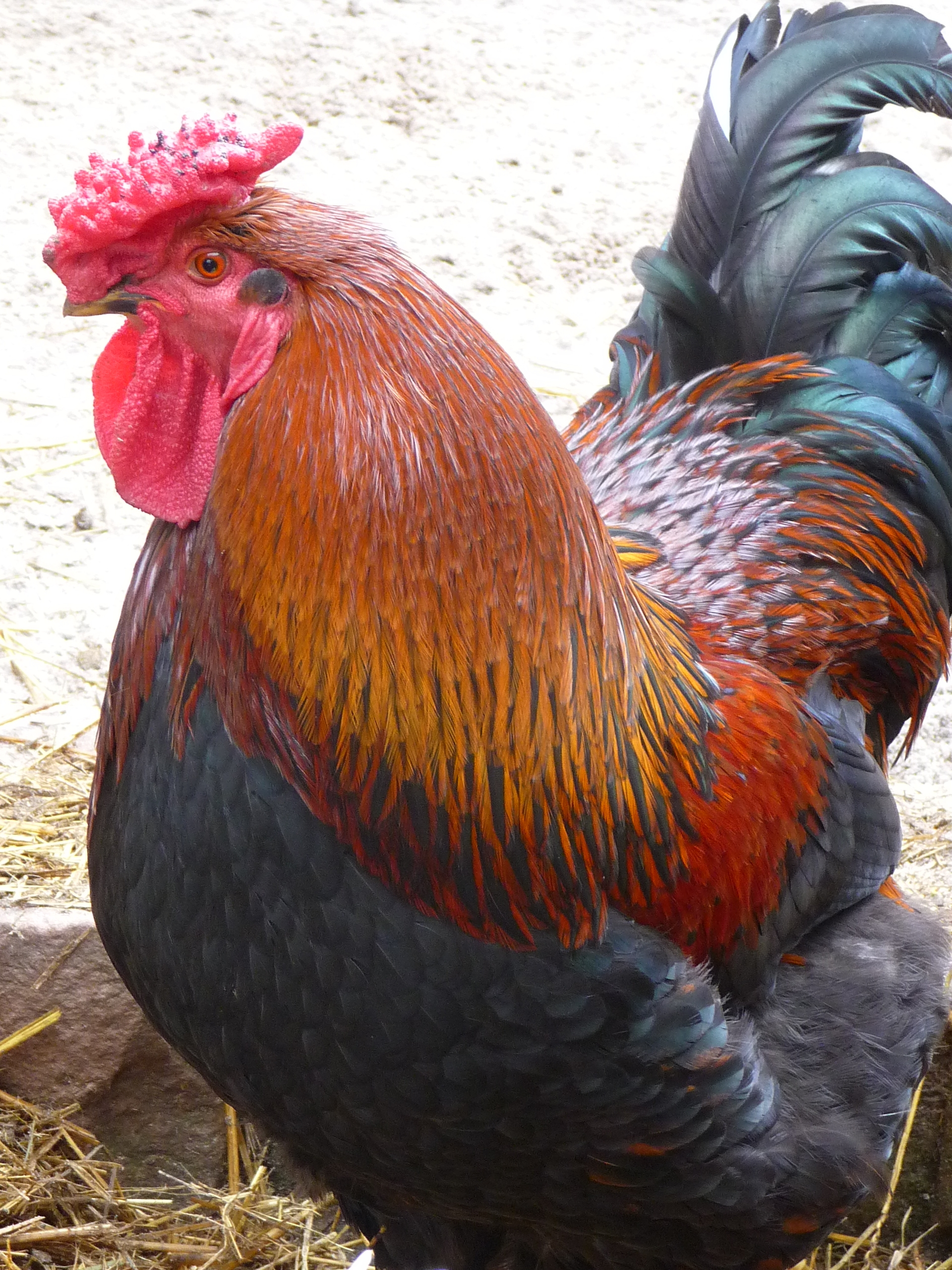
Red caps, tupp

Red caps är en lätt hönsras från Derbyshire i Storbritannien. Det är en bra kombinationsras, en såväl god värpras som köttproducent. Den är flitigt använd i avel för att få fram härdiga produktionshönsraser.
Utseendemässigt kännetecknas rasen framför allt av sin stora kam, som är av en typ som kallas rosenkam. Kammen kan hos fullvuxna tuppar vara upp till 8 centimeter lång och nästan lika bred, upp till 7 centimeter. Det finns bara en fägvariant av rasen, nötbrun. En höna väger 2-2,5 kilogram och en tupp väger 2,5-3 kilogram. Äggen är vita och väger omkring 55 gram. Hönorna har bra värpegenskaper men ganska svag ruvlust. Kycklingarna kännetecknas av förekomsten av en mörk rand på ryggen, i övrigt är de orangefärgade.
Rasen har ett livligt temperament men är vanligen lugn i uppträdandet.

## Färg
- Nötbrun